# Gaudi (The Alan Parsons Project)
Gaudì è il decimo e ultimo album in studio del gruppo progressive rock britannico The Alan Parsons Project, fondato da Alan Parsons ed Eric Woolfson, pubblicato nel 1987 dalla Arista Records.

## Descrizione
Parsons e Woolfson registrano i brani da inserire nell'album Gaudi dall'ottobre del 1985 all'agosto del 1986, ed utilizzano oltre ai Mayfair Studios di Londra, anche il The Grange a Benenden il nuovissimo studio personale, costruito da Alan Parsons presso la sua abitazione. L'album viene pubblicato nel gennaio del 1987 e come concept avrà la vita e le opere dell'artista catalano Antoni Gaudí. 
(Eric Woolfson e Alan Parsons, nota sul retro della custodia del cd Gaudi, 1987)
Come session man vengono coinvolti Ian Bairnson alle chitarre, Richard Cottle alle tastiere e sax, Stuart Elliott alla batteria e la new entry Lawrence Cottle alla chitarra basso, in sostituzione di David Paton che era in tournee con Elton John, ed Andrew Powell per arrangiare e dirigere l'orchestra. Come cantanti vengono scelti John Miles per due brani, Lenny Zakatek per un brano, Eric Woolfson dopo non aver cantato nell'album precedente presta la voce per due brani, e per il brano Standing on Higher Ground esordisce nel Project Geoff Barradale appartenente al gruppo Vitamin Z.
L'album viene registrato con 48 tracce su registratori digitali Sony 3324 e mixato tramite una console automatizzata Amek Angela su un master digitale del sistema Sony 1630.
Gaudi non riscuote grandi consensi nei paesi di lingua inglese ma raggiunge buone posizioni in classifica nei mercati europei, in particolare nei Paesi Bassi arriva secondo, in Germania sesto, e trainato dal titolo, familiare agli iberici, arriva primo in Spagna, che sarà anche l'unica nazione dove riceverà il disco d'oro.
Nel 1990 Parsons e Woolfson pubblicano con la EMI il loro undicesimo album Freudiana che per dissidi tra i due, sul se destinare il lavoro ad un musical o meno, non viene ufficialmente attribuito al Project e successivamente entrambi prenderanno strade diverse. Pertanto Gaudi rimase l'ultimo album ufficiale del The Alan Parsons Project.

## Tracce

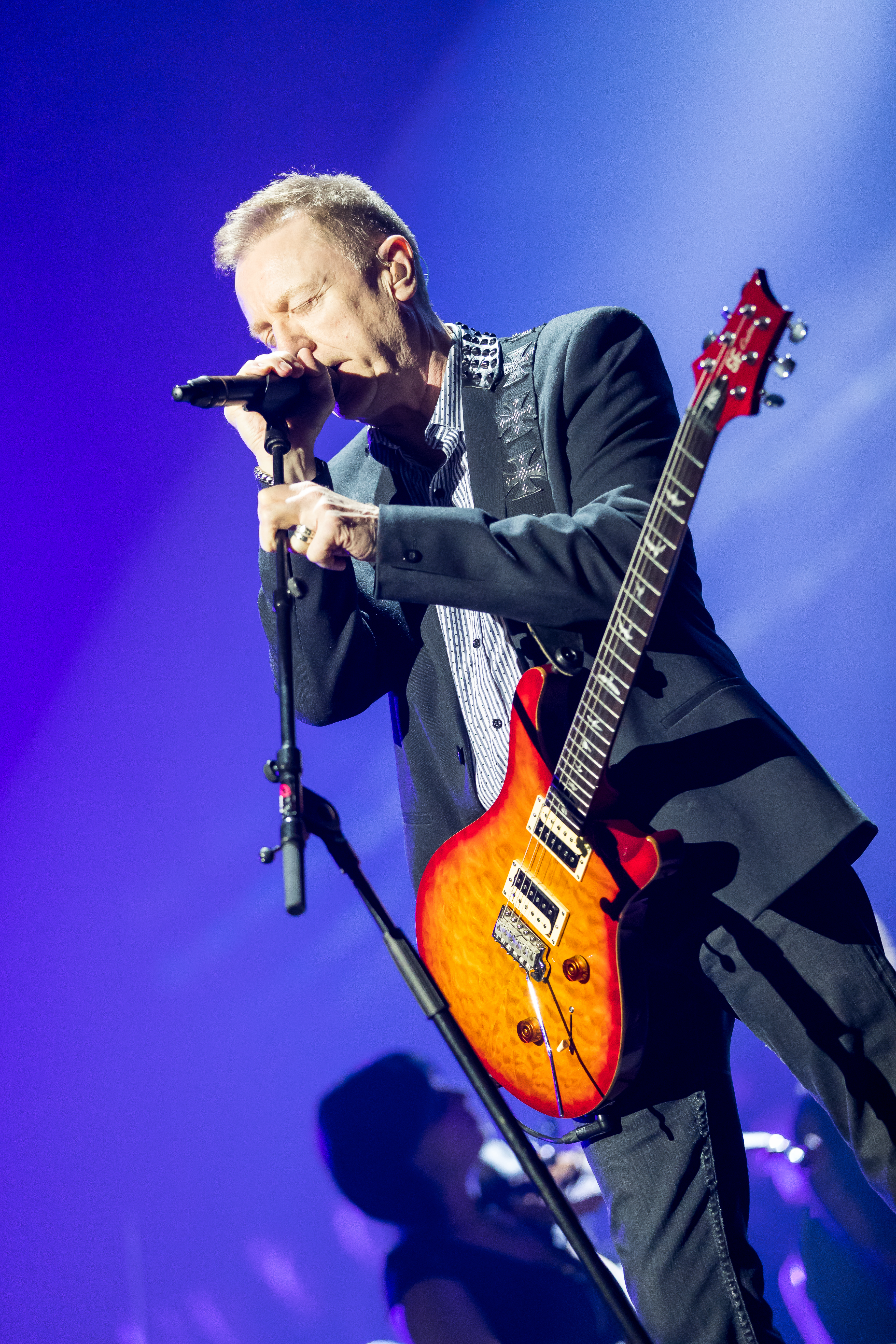
John Miles nel 2016. Session man del Project dal 1976, in Gaudi canta i brani La Sagrada Familia e Money Talks.

Gaudi - Album originale (1987)
Testi e musiche di Eric Woolfson e Alan Parsons; edizioni musicali Arista Records.
1. La Sagrada Familia – 8:44 – Voce: John Miles • Narratore: Salvador Gimenez-Oltra • Sound FX compilation: Alan Parsons • Pianoforte sintetizzatore e voci addizionali: Eric Woolfson • Voci addizionali: Chris Rainbow e The English Chorale • Chitarre: Ian Bairnson • Basso: Laurie Cottle • Batteria e percussioni: Stuart Elliott • Sintetizzatore e sassofono: Richard (Trix) Cottle • Violoncello: John Heley • Corni francesi: diretti da David Cripp • Timpani e direzione del coro: Bob Howes • Orchestra e coro: London Philharmonic Orchestra e The English Chorale, arrangiati e diretti da Andrew Powell
2. Too Late – 4:34 – Voce: Lenny Zakatek • Cori: Chris Rainbow • Chitarre: Ian Bairnson • Basso: Laurie Cottle • Batteria: Stuart Elliott • Sintetizzatori: Richard (Trix) Cottle
3. Closer to Heaven – 5:54 – Voce, pianoforte e fisarmonica: Eric Woolfson • Cori: Chris Rainbow • Chitarre: Ian Bairnson • Basso: Laurie Cottle • Batteria e percussioni: Stuart Elliott • Sintetizzatori e sassofono: Richard (Trix) Cottle
4. Standing on Higher Ground – 5:46 – Voce: Geoff Barradale • Voci addizionali: Chris Rainbow • Chitarre: Ian Bairnson • Basso: Laurie Cottle • Batteria e percussioni: Stuart Elliott • Sintetizzatori: Richard (Trix) Cottle
5. Money Talks – 4:23 – Voce: John Miles • Voci addizionali: Chris Rainbow • Chitarre: Ian Bairnson • Basso: Laurie Cottle • Batteria: Stuart Elliott • Sintetizzatori: Richard (Trix) Cottle • Programmazione voce computerizzata: Alan Parsons
6. Inside Looking Out – 6:19 – Voce e sintetizzatore Yamaha DX7 Rhodes: Eric Woolfson • Cori: Chris Rainbow • Chitarra elettrica, chitarra spagnola e dialoghi: Ian Bairnson • Basso: Laurie Cottle • Batteria: Stuart Elliott • Sintetizzatori: Richard (Trix) Cottle • Sound FX compilation: Alan Parsons • Dialoghi: Salvador Gimenez-Oltra, Norman Cowan
7. Paseo de Gracia (Strumentale) – 3:43 – Sintetizzatori: Eric Woolfson e Richard (Trix) Cottle • Chitarra elettrica e chitarra spagnola: Ian Bairnson • Basso: Laurie Cottle • Batteria, percussioni, nacchere e scarpette da ballo: Stuart Elliott • Corni francesi: diretti da David Cripp • Timpani: Bob Howes • Orchestra: London Philharmonic Orchestra, arrangiata e diretta da Andrew Powell

Durata totale: 39:23
Gaudi - Extended Edition (2008)
Testi e musiche di Eric Woolfson e Alan Parsons; edizioni musicali LegacyArista Records.
1. La Sagrada Familia – 8:48 – Voce: John Miles • Narratore: Salvador Gimenez-Oltra • Sound FX compilation: Alan Parsons • Pianoforte sintetizzatore e voci addizionali: Eric Woolfson • Voci addizionali: Chris Rainbow e The English Chorale • Chitarre: Ian Bairnson • Basso: Laurie Cottle • Batteria e percussioni: Stuart Elliott • Sintetizzatore e sassofono: Richard (Trix) Cottle • Violoncello: John Heley • Corni francesi: diretti da David Cripp • Timpani e direzione del coro: Bob Howes • Orchestra e coro: London Philharmonic Orchestra e The English Chorale, arrangiati e diretti da Andrew Powell
2. Too Late – 4:31 – Voce: Lenny Zakatek • Cori: Chris Rainbow • Chitarre: Ian Bairnson • Basso: Laurie Cottle • Batteria: Stuart Elliott • Sintetizzatori: Richard (Trix) Cottle
3. Closer to Heaven – 5:54 – Voce, pianoforte e fisarmonica: Eric Woolfson • Cori: Chris Rainbow • Chitarre: Ian Bairnson • Basso: Laurie Cottle • Batteria e percussioni: Stuart Elliott • Sintetizzatori e sassofono: Richard (Trix) Cottle
4. Standing on Higher Ground – 5:49 – Voce: Geoff Barradale • Voci addizionali: Chris Rainbow • Chitarre: Ian Bairnson • Basso: Laurie Cottle • Batteria e percussioni: Stuart Elliott • Sintetizzatori: Richard (Trix) Cottle
5. Money Talks – 4:26 – Voce: John Miles • Voci addizionali: Chris Rainbow • Chitarre: Ian Bairnson • Basso: Laurie Cottle • Batteria: Stuart Elliott • Sintetizzatori: Richard (Trix) Cottle • Programmazione voce computerizzata: Alan Parsons
6. Inside Looking Out – 6:27 – Voce e sintetizzatore Yamaha DX7 Rhodes: Eric Woolfson • Cori: Chris Rainbow • Chitarra elettrica, chitarra spagnola e dialoghi: Ian Bairnson • Basso: Laurie Cottle • Batteria: Stuart Elliott • Sintetizzatori: Richard (Trix) Cottle • Sound FX compilation: Alan Parsons • Dialoghi: Salvador Gimenez-Oltra, Norman Cowan
7. Paseo de Gracia (Strumentale) – 3:57 – Sintetizzatori: Eric Woolfson e Richard (Trix) Cottle • Chitarra elettrica e chitarra spagnola: Ian Bairnson • Basso: Laurie Cottle • Batteria, percussioni, nacchere e scarpette da ballo: Stuart Elliott • Corni francesi: diretti da David Cripp • Timpani: Bob Howes • Orchestra: London Philharmonic Orchestra, arrangiata e diretta da Andrew Powell
8. Too Late (Eric Woolfson Rough Guide Vocal) – 4:13
9. Standing On Higher Ground (Losing Proposition - Vocal Experiment) – 3:59
10. Money Talks (Chris Rainbow - Percussion Overdubs) – 0:38
11. Money Talks (Rough Mix Backing Track) – 4:28
12. Closer To Heaven (Sax - Chris Rainbow Overdubs Section) – 0:50
13. Paseo De Gracia (Rough Mix) – 3:47
14. La Sagrada Familia (Rough Mix) – 7:25

Durata totale: 65:12

## Analisi

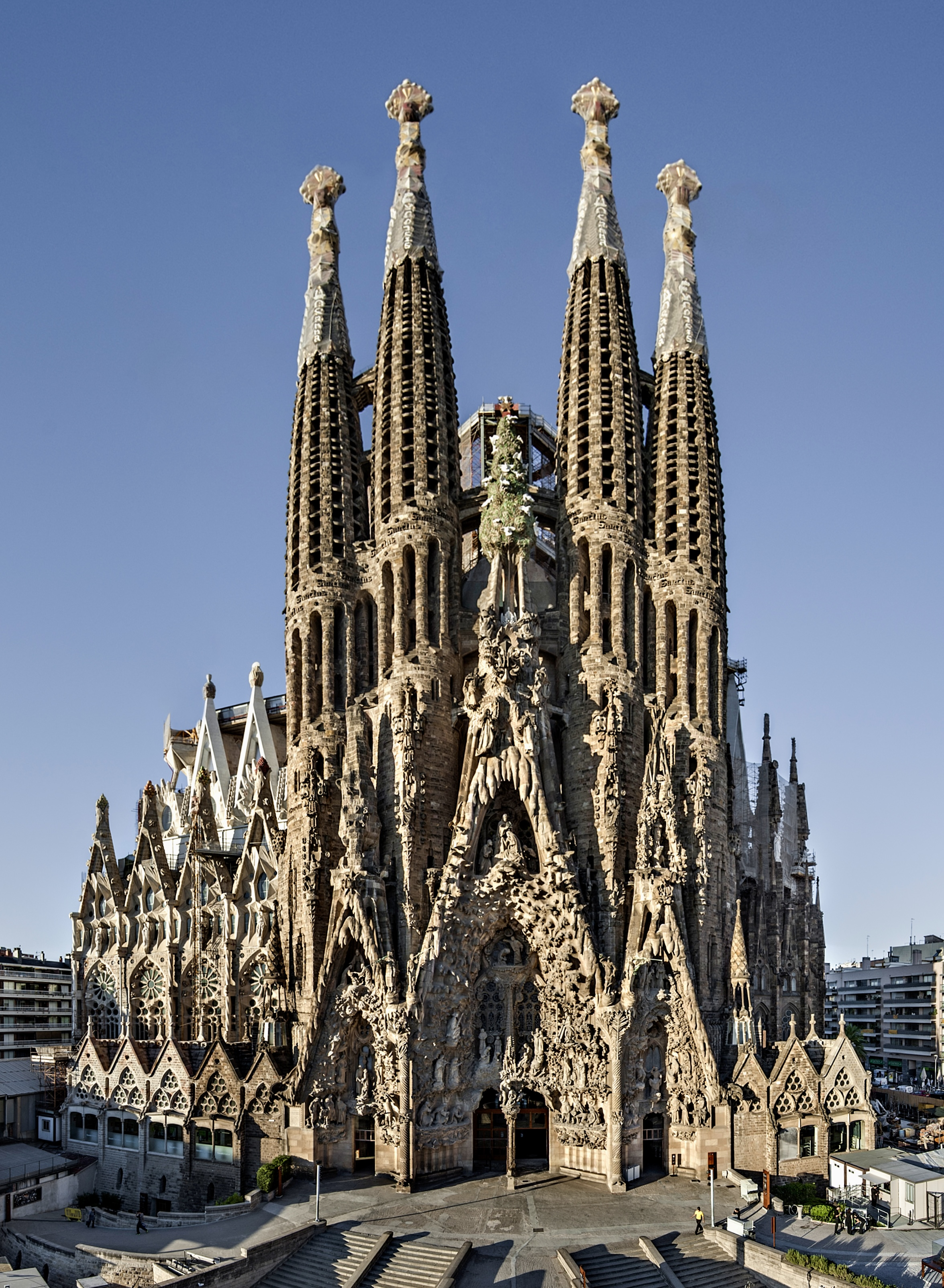
La Sagrada Familia, fonte di ispirazione per il brano omonimo e l'album in generale.

La Sagrada FamiliaÈ tra i brani più famosi del Project ed è abilmente costruita con gli effetti speciali di Parsons che guidano l'ascoltatore alla comprensione dell'opera incompiuta dell'architetto catalano. L'introduzione strumentale comincia con il rumore di una carrozza per proseguire con quello di un elicottero, a rappresentare l'atmosfera all'inizio del cantiere per la chiesa nel 1883, non ancora terminato alla morte dell'ideatore nel 1926, ed in epoca moderna il cantiere della Sagrada Familia è ancora in corso d'opera. La narrazione è affidata a Salvador Gimenez-Oltra, il sommelier del ristorante Keats a Londra, spesso frequentato da Alan ed Eric.
Too LateCantata da Lenny Zakatek è pervasa dal basso ipnotico di Laurie Cottle e dai notevoli passaggi alla chitarra elettrica di Ian Bairnson.
Closer to HeavenIl brano, cantato da Eric Woolfson, viene utilizzato come colonna sonora dell'episodio Red Tape, della terza stagione della serie televisiva Miami Vice, trasmesso in prima visione negli USA il 13 marzo 1987.
Standing on Higher GroundCantata da Geoff Barradale, e per la quale viene realizzato anche un videoclip, avrà come singolo un ottimo riscontro commerciale raggiungendo il terzo posto nelle classifiche USA tra i brani più trasmessi nelle radio.
Money TalksIl testo, cantato da Miles, nell'arco dell'anno di pubblicazione divenne molto collegato all'attualità quando il 19 ottobre si ebbe il crollo del mercato azionario ricordato come il lunedì nero. Vi sono anche allusioni al mondo del gioco d'azzardo che quindi lo collegano all'album The Turn of a Friendly Card del 1980. Anche Money Talks viene utilizzato nell'episodio Red Tape della serie televisiva Miami Vice. Il brano è molto rock con i riff di chitarra e gli assoli di Bairnson che la rendono immediatamente riconoscibile.
Inside Looking OutIl brano, cantato da Eric Woolfson, viene citato e cantato nel manga Alita l'angelo della battaglia, risulta molto rilassante con Bairnson che si destreggia con la chitarra spagnola e Parsons che dissemina effetti speciali tra cui voci di bambini, frammenti del dialogo su Gaudi, rumori di città con campane e auto.

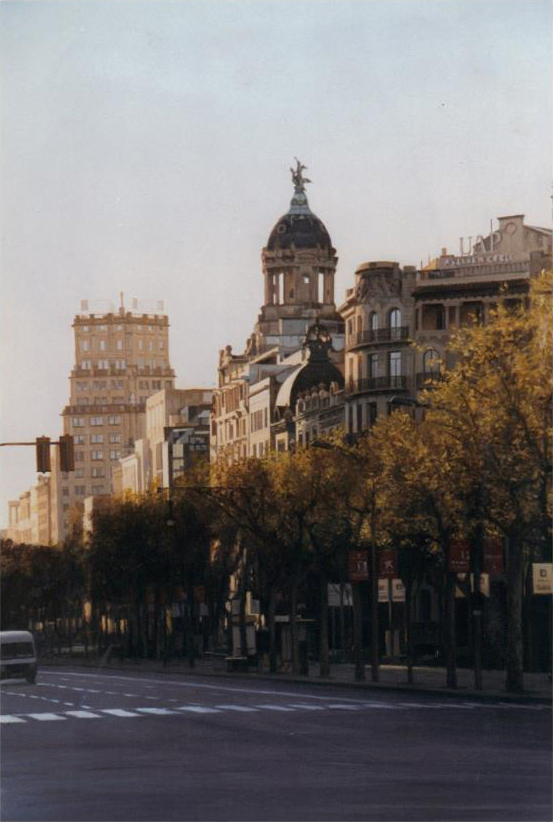
Paseo de Gracia nel 1997. La via da cui prende il nome l'omonima strumentale.

Paseo de GraciaUnica strumentale dell'album, stesso minimo numero di brani strumentali come in Vulture Culture ed Ammonia Avenue, riprende il tema musicale di La Sagrada Familia. Il nome del brano è quello di una via di Barcellona dove si trovano alcune delle più famose opere architettoniche di Gaudì.

## Formazione[14]

### Leader
- Alan Parsons – sound FX compilation (traccia 1,6), programmazione voce computerizzata (traccia 5), autore testi e musiche (tracce 1,2,3,4,5,6,7), programming, ingegnere di registrazione, produttore
- Eric Woolfson – voce (traccia 3,6), pianoforte (traccia 3), fisarmonica (traccia 3), pianoforte sintetizzatore (traccia 1), sintetizzatori (traccia 7), sintetizzatore Yamaha DX7 Rhodes (traccia 6), voci addizionali (traccia 1), autore testi e musiche (tracce 1,2,3,4,5,6,7), produttore esecutivo

### Session Man
Cantanti
- John Miles - voce (traccia 1,5)
- Geoff Barradale - voce (traccia 4)
- Lenny Zakatek – voce (traccia 2)
- Chris Rainbow – coro (traccia 2,3,6), voci addizionali (traccia 1,4,5)

Musicisti
- Ian Bairnson – chitarre (traccia 1,2,3,4,5,6,7), chitarra spagnola (traccia 6,7), dialoghi (traccia 6)
- Laurie Cottle – basso (traccia 1,2,3,4,5,6,7)

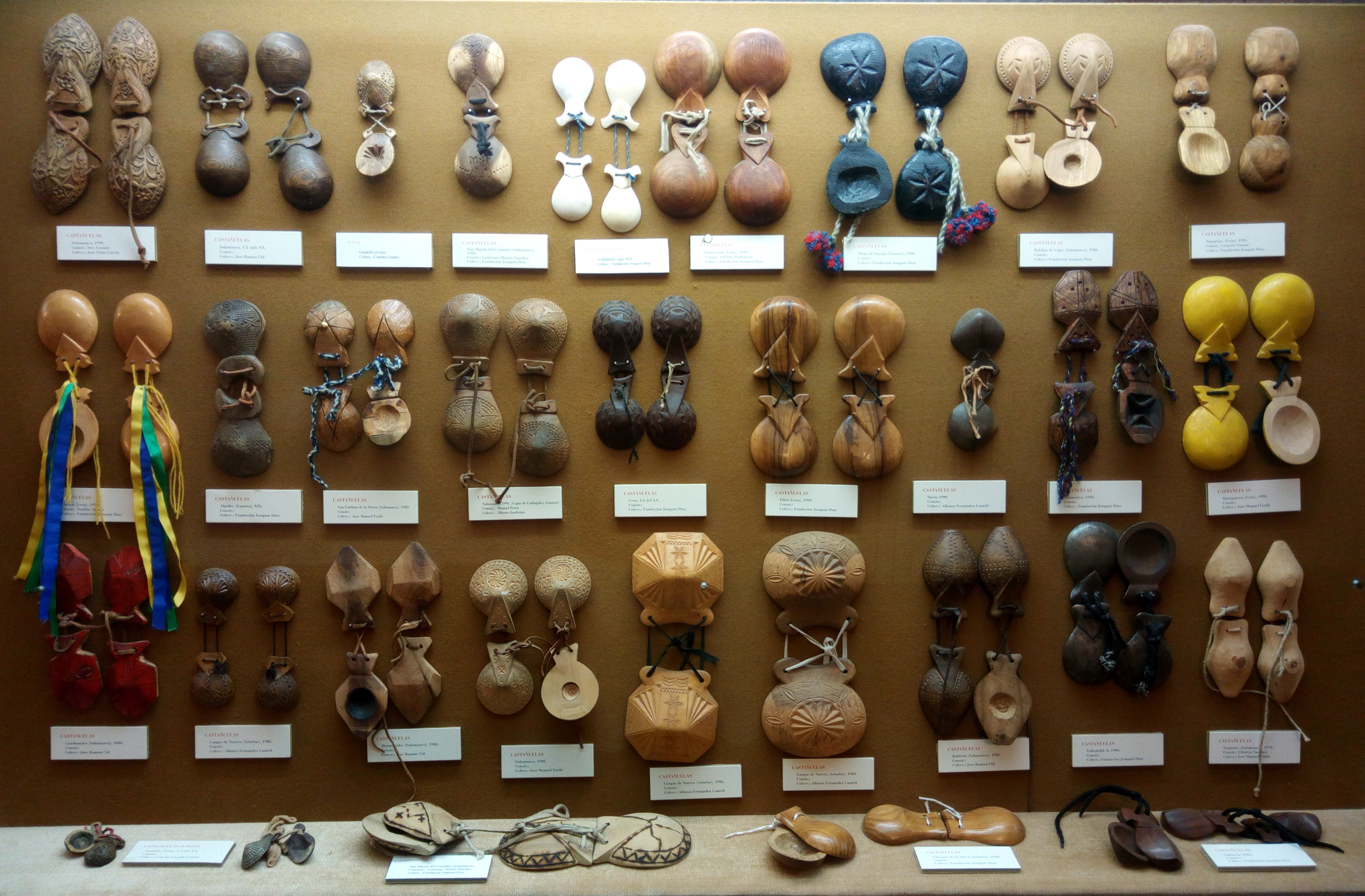
Collezione di nacchere. Stuart Elliott le utilizza nel brano Paseo De Gracia.

- Stuart Elliott – batteria (traccia 1,2,3,4,5,6,7), percussioni (traccia 1,3,4,7), nacchere (traccia 7), scarpette da ballo (traccia 7)
- Richard (Trix) Cottle – sintetizzatore (traccia 1,2,3,4,5,6,7), sassofono (traccia 1,3)
- John Heley - violoncello (traccia 1)
- David Cripp - direzione dei corni francesi (traccia 1,7)
- Bob Howes - timpani (traccia 1,7), direzione del coro (traccia 1)
- Salvador Gimenez-Oltra - narratore (traccia 1), dialoghi (traccia 6)
- Norman Cowan - dialoghi (traccia 6)

Orchestra
- The Philharmonia Orchestra - (traccia 1,7)
- The English Chorale - (traccia 1)
- Andrew Powell - Direttore e arrangiamento

## Videoclip
Standing on Higher GroundPer il singolo Standing on Higher Ground viene realizzato anche un videoclip pubblicato nel 1987.

## Edizioni
Gaudi - Expanded Edition (2008)La versione rimasterizzata del 2008 contiene anche 7 tracce bonus e nel booklet foto inedite del periodo di registrazione e lancio dell'album. Masterizzata a cura di Dave Donnelly e Alan Parsons al DNA Mastering a Studio City in California.

## Gaudi nella cultura di massa
Miami ViceNell'episodio Red Tape, della terza stagione della serie televisiva Miami Vice, trasmesso in prima visione negli USA il 13 marzo 1987, vengono utilizzati come colonna sonora i brani Closer to Heaven e Money Talks, dell'album Gaudi del 1987, cantate rispettivamente da Eric Woolfson e John Miles.

## Classifiche
| Nazione       | Miglior posizione in classifica | Settimane di permanenza |
| ------------- | ------------------------------- | ----------------------- |
| Spagna        | 1º                              |                         |
| Paesi Bassi   | 2º                              | 19                      |
| Germania      | 6º                              | 14                      |
| Norvegia      | 8º                              | 6                       |
| Svezia        | 8º                              | 5                       |
| Svizzera      | 8º                              | 9                       |
| Austria       | 16º                             | 8                       |
| Nuova Zelanda | 41º                             |                         |
| Canada        | 53º                             |                         |
| Stati Uniti   | 57º                             | 14                      |
| Australia     | 61º                             |                         |
| Regno Unito   | 66º                             | 2                       |